# Shipley Glacier
Shipley Glacier är en glaciär i Antarktis. Den ligger i Östantarktis. Nya Zeeland gör anspråk på området. Shipley Glacier ligger 271 meter över havet.
Terrängen runt Shipley Glacier är varierad. Havet är nära Shipley Glacier åt nordost. Trakten är obefolkad. Det finns inga samhällen i närheten. 